# Port lotniczy Tomsk
Port lotniczy Tomsk (ros. Аэропорт Богашёво), IATA: TOF, ICAO: UNTT – port lotniczy położony ok. 10 km na południowy wschód od Tomska, w obwodzie tomskim, w Rosji. Port lotniczy został otwarty w listopadzie 1967 roku.

## Linie lotnicze i połączenia
| Linia lotnicza    | Kierunek                                                            |
| ----------------- | ------------------------------------------------------------------- |
| Aerofłot          | 1. Moskwa-Szeremietiewo                                             |
| Azur Air          | Sezonowe czartery: 1. Phuket                                        |
| KrasAvia          | 1. Krasnojarsk 2. Strieżewoj                                        |
| Nordwind Airlines | 1. Kazań 2. Sankt Petersburg 3. Soczi                               |
| Red Wings         | 1. Ułan-Ude 2. Jekaterynburg                                        |
| RusLine           | 1. Niżniewartowsk 2. Jekaterynburg                                  |
| S7 Airlines       | 1. Moskwa-Domodiedowo 2. Nowosybirsk                                |
| Smartavia         | 1. Moskwa-Szeremietiewo                                             |
| UTair Aviation    | 1. Omsk 2. Strieżewoj 3. Surgut 4. Tiumeń                           |
| UVT Aero          | 1. Astrachań 2. Irkuck 3. Kazań 4. Niżny Nowogród 5. Omsk 6. Samara |